# 萊塔斯湖
萊塔斯湖（英語：Lake Letas）是太平洋島國瓦努阿圖的湖泊，位於該國北部加瓦島中部，長6.3公里、寬3.6公里，直徑20公里，面積19平方公里，海拔高度418米，平均水深42米。

## 外部連結
- UNESCO World Heritage Site Application（页面存档备份，存于）
- Information about the application
- Research on the IslandsPDF（169 KB）